# Embia contorta
Embia contorta is een insectensoort uit de familie Embiidae, die tot de orde webspinners (Embioptera) behoort. De soort komt voor in Algerije en Tunesië.
Embia contorta is voor het eerst wetenschappelijk beschreven door Ross in 1966.